# Cefalión
Cefalión (Griego antiguo: Κεφαλίωνας, Kefalion) en la mitología griega hace referencia a un pastor en Libia, hijo del hermano de Nesamón y Tritónida, una ninfa del lago del mismo nombre en Libia. Cefalión, también conocido como Cafauro, era nieto del dios Apolo y Acacálida.
La familia de Cefalión vivía en Libia, y él era pastor de un rebaño que fue saqueado por los argonautas Cantos y Euríbates. Cefalión mató a ambos como venganza.

## Fuente
1. ↑  «Higinio, 'Fábulas'. Cap. 14. ToposText». topostext.org. Consultado el 2 de mayo de 2022.
2. ↑  Apolonio de Rodas (1852). «4.1490». Argonáutica.

- Emmy Patsi-Garin: "Diccionario abreviado de mitología griega", publicado por Harry Patsi, Atenas 1969

- Datos: Q12879064